# Красное Пламя
Красное Пламя — посёлок в Александровском районе Владимирской области России, центр Краснопламенского сельского поселения.

## География
Посёлок расположен в 38 км к северо-западу от Александрова близ федеральной автодороги М8 на реке Сабля, на одном из живописных холмов Клинско-Дмитровской гряды.

## История
Образован в 1871 году как посёлок при стекольном заводе (ныне завод «Красное Пламя»).
Расположен на одном из живописных холмов Клинско-Дмитровской гряды, до 1917 года носил название Ермолка — как рассказывает Н. В. Добровольская, был назван так по округлому холму в виде шапочки-ермолки.
В середине 19-го века Георгий Гордеевич Добровольский, потомственный стекольщик, приехал в расположенное недалеко от Ермолки село Успенское (Тирибровской волости Владимирской губернии) работать на стекольном заводе, принадлежавшем старинному дворянскому роду Мухановых. В начале 1870-х гг. Г. Г. Добровольский построил в 19 верстах от Успенского, в Ермолке, новый завод, который назывался «Ильинским хрустальным заводом» и который стал основным производством Добровольских. Завод был оборудован по последнему слову техники того времени, и дела на нём шли чрезвычайно успешно. Знаменитый виноторговец Смирнов заключил с заводом контракт на изготовление для его фирмы стеклянной посуды — не только обычных бутылок для «Смирновской», но и фигурных бутылок, штофов, графинов и т. п..
Добровольские своими пожертвованиями поддерживали расположенные в окрестностях Ермолки церкви. Наиболее известной в тех местах была монументальная, построенная в стиле николаевского классицизма церковь в Ильинском. В 1930-е года она была взорвана.
Дом Добровольских в Ермолке (до сих пор стоящий в центре посёлка Красное Пламя) стал одним из культурных центров тех мест. Сюда приезжали владельцы окрестных поместий и усадеб, в том числе Сабанины — владельцы фарфорового завода близ деревни Ратьково (сейчас Искра), священники близлежащих церквей, учителя и врачи, служащие танинного завода из Гагаринских Новоселок, знакомые из Москвы, Сергиева Посада и Александрова. В доме был зимний сад, стоял концертный рояль, устраивались концерты и театральные спектакли.
В конце XIX — начале XX века населённый пункт назывался Ермолка или Ильинский завод и входил в состав Тирибровской волости Александровского уезда. В 1859 году в посёлке числилось 2 дворов, в 1905 году — 18 дворов, в 1926 году — 89 дворов.
С 1929 года посёлок входил в состав Полувзвозовского сельсовета Александровского района, с 1941 года — центр Дубровского сельсовета Струнинского района, с 1965 года — в составе Александровского района, с 1967 года — центр Краснопламенского сельсовета, с 2005 года — центр Краснопламенского сельского поселения. 
В 1949 году Президиум Верховного Совета РСФСР отклонил просьбу Струнинского райисполкома об отнесении населённого пункта Красное пламя и прилегающих к нему деревень к категории рабочих посёлков.

## Население
| 1859 | 1905 | 1926 | 2002 | 2010 | 2021 |
| ---- | ---- | ---- | ---- | ---- | ---- |
| 33   | ↗160 | ↗241 | ↗667 | ↘509 | ↗559 |

## Инфраструктура
В посёлке имеются Краснопламенская средняя общеобразовательная школа № 34, детский сад № 40, фельдшерско-акушерский пункт, отделение федеральной почтовой связи, операционная касса №2484/052 Сбербанка РФ.